# سلطان أحمد
سلطان أحمد، كان أحد أطول المشرعيين من أراكان، بورما ( ولاية راخين الآن، ميانمار ). وكان أحمد رئيسًا لحزب الجماعة الإسلامية الذي كان متحالفًا مع رابطة الحرية الشعبية المناهضة للفاشية، وهو الحزب السياسي المؤسس لبورما. خدم سلطان أحمد في البرلمان البورمي حتى الانقلاب العسكري عام 1962.

## الحياة السياسية

### بورما البريطانية
أنتخب سلطان عضوًا في السلطة التشريعية في بورما البريطانية في عام 1947 كممثل لدائرة منغدو. وكان سلطان أحد الروهينغيا الأراكانيين في البرلمان البورمي في عام 1947، جنبًا إلى جنب مع محمد عبد الغفار.

### اتحاد بورما
بعد الاستقلال البورمي في عام 1948، أصبح سلطان أحمد عضوًا في الجمعية التأسيسية البورمية. خلال الانتخابات العامة البورمية، 1951 ، أنتخب لبرلمان الاتحاد من الدائرة الانتخابية منغدو -1. وقد أعيد انتخابه في عامي 1956 و 1960. عُين أحمد أمينًا برلمانيًا لوزارة الأقليات، برتبة نائب وزير . وكان واحدًا من أطول الأمناء البرلمانيين العاملين في التاريخ البورمي.

### مسألة الدولة
وكان سلطان أحمد، جنبًا إلى جنب مع كياو يين، وسان تون أونغ، وتا تون، عضوًا في لجنة أراكان الفرعية التابعة للجنة العدل سير باو. ُيذكر أن اللجنة التي يرأسها رئيس قضاة بورما قد اقامها رئيس الوزراء يو نو لدراسة امكانيات اقامة دولة لأراكانيين. وقدمت اللجنة تقريرها في 29 تشرين الأول / أكتوبر 1948. وأوصت بإنشاء وزارة شؤون أراكان التي كان من المقرر أن يساعدها مجلس شؤون أراكان، وكلاهما معترف به دستوريا.